# Masoquismo
Masoquismo é uma tendência ou prática parafílica, pela qual uma pessoa busca prazer ao sentir dor ou imaginar que a sente. [carece de fontes?]
O termo masoquismo deriva do escritor austríaco Leopold von Sacher-Masoch.
O masoquismo é uma tendência oposta e complementar ao sadismo. Uma relação em que as duas tendências se complementam é denominada sadomasoquista.
A denominação 'masoquismo' define o prazer relacionado com o desejo em nível psíquico, cuja dor pode ter relação com dor corporal, mediante a humilhação e a dominação; o termo foi descrito pelo médico alemão Krafft Ebing. Entretanto, verifica-se que em muitos casos o prazer não advém exatamente da sensação corpórea de dor, mas sim de uma situação de inferioridade perante um parceiro sexual.
Atualmente o masoquismo está incorporado às subculturas SM e BDSM, como uma forma de expressão sócio-sexual coletiva ou individual.